# Vrejlev (parochie)
Vrejlev is een parochie van de Deense Volkskerk in de Deense gemeente Hjørring. De parochie maakt deel uit van het bisdom Aalborg en telt 1748 kerkleden op een bevolking van 1859 (2004). Historisch hoorde de parochie tot de herred Børglum. In 1970 werd de parochie deel van de gemeente Hjørring.

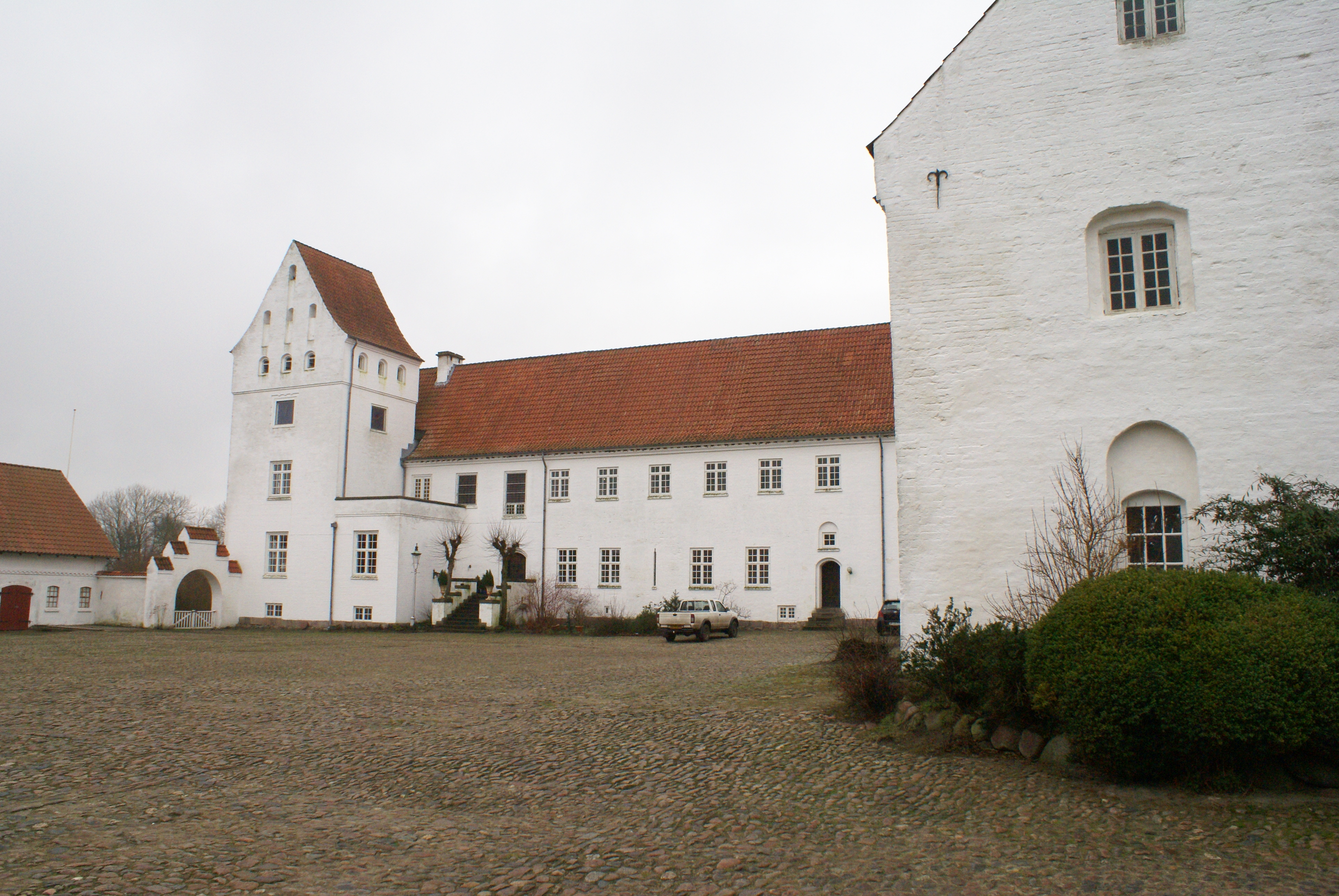
Vrejlev Klooster

De parochiekerk was oorspronkelijk de kerk van het klooster van Vrejlev. Dit vrouwenklooster was een dochter van het klooster in Børglum en werd gesticht in de 13e eeuw. Na de reformatie kwam het complex in privébezit. De kloosterkerk fungeert sindsdien als parochiekerk.

Bistrup · Børglum · Em · Hæstrup · Harritslev · Jelstrup · Løkken-Furreby · Lyngby · Mårup · Rakkeby · Rubjerg · Sankt Catharinæ · Sankt Hans · Sankt Olai · Sejlstrup · Skallerup · Tårs · Vejby · Vennebjerg · Vrå · Vrejlev · Vrensted